# Paulus Atreides
Paulus Atreides, llamado «el Viejo Duque» (m. 10154 AG), es un personaje ficticio de la franquicia  de ciencia ficción Dune escrita por Frank Herbert, mencionado en la novela Dune y apareciendo en Dune: La casa Atreides, primera novela de la trilogía Preludio a Dune. Padre del duque Leto Atreides es, por lo tanto, abuelo del emperador Paul Atreides y bisabuelo de Leto II Atreides (el Dios-Emperador) y Ghanima Atreides.   

## Dune
Las referencias a este personaje vienen de parte de Dama Jessica, quien lo odia, insulta su memoria y dice que fue quien creó la parte de la personalidad despiadada de Leto Atreides. Se dice que murió toreando un toro salvaje.

## Dune: Casa Atreides
En este libro del universo de Dune, el duque Paulus Atreides es gobernador planetario de Caladan, padre de Leto I. Héroe de guerra en su juventud y madurez, gobernador justo y de carácter amable, era dado a organizar espectáculos para el pueblo como las corridas de toros.
Es compañero de armas de Dominic Vernius, líder de la Casa Vernius, señores de Ix. Confía un año de la enseñanza de su hijo a su compañero Dominic, pero Leto se ve obligado a huir antes de tiempo junto a Rhombur Vernius y Kailea Vernius, hijos de Dominic, debido a una conspiración ideada por el conde Hasimir Fenring y el Príncipe heredero Shaddam Corrino, y llevada a cabo por el actual emperador Elrood IX, padre de Shaddam, y la Bene Tleilax. Paulus decide dar asilo a Rhombur y Kailea aun después de ser proclamada renegada la Casa Vernius, lo cual crea nuevas situaciones de tensión entre Helena Atreides y el duque, su marido, ya que la Casa Vernius de Ix siempre han sido la competencia de la Casa Richese.
Esto empuja a Helena Atreides a idear una conspiración contra su marido durante una de las populares corridas de toros del duque, donde un toro salusano (bestia con dos cerebros conectados por un chip y de seis a doce cuernos) consigue alcanzar en la espalda al duque, causándole la muerte segundos después de que el cuerpo del toro fuera pulverizado por la guardia del duque, presente en el acontecimiento. Se intentó culpar de este hecho a Duncan Idaho, que en esa época se ocupa de los establos de los toros, aunque una investigación por parte de Thufir Hawat descubre la conspiración por parte de Helena Atreides y parte del séquito que la acompañó desde su hogar natal, el encargado de los establos, que obvia poner en las banderillas el químico que anula el chip que conecta los dos cerebros, volviendo a la bestia la mitad de audaz, lo cual permite al matador una oportunidad más clara para la estocada final. La ausencia de dicho químico hace que un exhausto anciano se enfrente a una bestia temible.
Tras descubrir la verdad el nuevo Duque Leto destierra a su madre a un monasterio como castigo, aunque tapa la conspiración para evitar que la vergüenza caiga sobre su madre. La cabeza del toro salusano fue disecada y expuesta en el comedor principal de Castel Caladan frente a un retrato de Paulus, en recuerdo de su trágica muerte.
- Datos: Q1093466